# فرانسيلودو سانتوس
فرانسيلودو سيلفا دوس سانتوس (بالفرنسية: Francileudo Silva dos Santos)‏ من مواليد 20 مارس 1979 (زي دوكا، مارانهاو، البرازيل). هو لاعب كرة قدم برازيلي-تونسي متقاعد، كان يلعب في خطة مهاجم. في مسيرته مع الأندية حقق أعظم نجاحاته في نادي سوشو حيث ساعدهم على الفوز بلقب الدوري الفرنسي الدرجة الثانية في موسم 2000–01 وأنهى الموسم كأفضل هداف وأفضل لاعب، فازوا لاحقًا بلقب كأس الرابطة الفرنسية في موسم 2003–04. كما مثل نادي تولوز في الدوري الفرنسي الدرجة الأولى، وأثناء إعارته في نادي زيورخ، فاز بلقب دوري السوبر السويسري في موسم 2006–07. ولد دوس سانتوس في البرازيل وحصل على الجنسية التونسية قبل استضافتهم لبطولة كأس الأمم الأفريقية 2004 التي قاد المنتخب التونسي للفوز بها وهداف النسخة. كما شارك في كأس الأمم الأفريقية 2006، كأس الأمم الأفريقية 2008، كأس القارات 2005 وكأس العالم 2006.

## المسيرة

### مسيرة الأندية
ولد دوس سانتوس في زي دوكا، مارانهاو، البرازيل. بدأ مسيرته المهنية مع ستاندارد لييج في بلجيكا، قبل أن يقضي عامين مع النجم الرياضي الساحلي في تونس. ثم انتقل إلى نادي سوشو في فرنسا في عام 2000، وكان أفضل هداف برصيد 21 هدفًا ولاعب الموسم حيث فاز بلقب الدوري الفرنسي الدرجة الثانية في موسمه الأول، وأنهى الموسم كأفضل هداف وأفضل لاعب. فاز أيضا بلقب كأس الرابطة الفرنسية في موسم 2003–04، سجل هدف الفوز على أرضه في الوقت الإضافي 3–2 ضد نادي فالانس. في فبراير 2004، تم تجميده من الفريق لتجنب حظر المنشطات بسبب استخدام الكورتيكويد، حيث كان النادي ينتظر نسخة طبق الأصل من وصفته الطبية من تونس. بعد تسعة أهداف في آخر موسم له في الدوري الفرنسي الدرجة الأولى، رفض دوس سانتوس عقدًا جديدًا لمدة عامين للتوقيع مع نادي تولوز في الدوري لمدة ثلاث سنوات في مايو 2005. بعد أن لعب أربع مرات فقط تحت قيادة المدرب إيلي بوب في موسمه الثاني، في فبراير 2007 تمت إعارته إلى نادي زيورخ الناشط في دوري السوبر السويسري لبقية الموسم. في مايو افتتح فوزًا بنتيجة 2–0 على منافسه في المدينة نادي غراسهوبر زيوريخ ليحرز اللقب. في 1 يوليو 2008، عاد سانتوس إلى نادي سوشو في صفقة لمدة عام واحد. ثم قضى موسمًا في نادي إستر قبل أن يعود إلى النجم الرياضي الساحلي. عاد دوس سانتوس إلى فرانش كونته في سبتمبر 2013، للتوقيع لصالح نادي بولفورتان الناشط في الدوري الفرنسي الدرجة الوطنية 2. في يونيو 2015، وقع لمدة عام في نادي الهواة السويسري نادي بورينتروي.

### المنتخب التونسي
تم تجنيس دوس سانتوس كمواطن تونسي في ديسمبر 2003، قبل أيام من موعد استضافة البلاد لبطولة كأس الأمم الأفريقية 2004. ظهر لأول مرة مع نسور قرطاج في 17 يناير في مباراة ودية 2–1 ضد بنين في صفاقس، حيث سجل هدف بعد ثماني دقائق من بداية المباراة. في أول مباراتين بالمجموعة، سجل هدفًا والفوز 2–1 على رواندا وهدفين والفوز 3–0 على جمهورية الكونغو الديمقراطية. افتتح التسجيل بعد خمس دقائق في المباراة النهائية، بفوزه 2–1 على منافسه المغرب في الملعب الأولمبي برادس. بأربعة أهداف كان واحدًا من خمسة من أفضل الهدافين المشتركين. في يونيو 2004، اعتذر دوس سانتوس عن لف نفسه بالعلم البرازيلي عندما احتفل نادي سوشو بفوزه بلقب كأس الرابطة الفرنسية. وكان هداف منتخب تونس برصيد خمسة أهداف في تصفيات كأس العالم 2006. وشمل ذلك أربعة في 26 مارس 2005 حيث تغلبوا على مالاوي بنتيجة 7–0 على أرضهم. كما كان ضمن الفريق الذي خرج من دور المجموعات في كأس القارات 2005 في ألمانيا، حيث سجل هدفي الفوز على أستراليا في مباراتهم الأخيرة. في كأس الأمم الأفريقية 2006 في مصر، وصلت تونس إلى ربع النهائي. سجل سانتوس هاتريك والفوز 4–1 على زامبيا في المباراة الأولى وسجل هدف والفوز 2–0 على جنوب أفريقيا في المباراة التالية. استدعاه المدرب روجيه لومير لبطولة كأس العالم 2006، حيث لعب الدقائق العشر الأخيرة فقط قبل الخروج أمام أوكرانيا من دور المجموعات كبديل لزميله عادل الشاذلي. كما ذهب دوس سانتوس إلى كأس الأمم الأفريقية 2008 في غانا، وهو آخر ربع نهائي. سجل هدفين والفوز 3–1 على جنوب أفريقيا في مباراة المجموعة الثانية.

## الإحصائيات

### إحصائيات النوادي
آخر تحديث 13 فبراير 2017.
| النادي                | الموسم         | الدوري                           | الدوري | الدوري | الكأس | الكأس | قاريا | قاريا | المجموع | المجموع |
| النادي                | الموسم         | الدرجة                           | لعب    | أهداف  | لعب   | أهداف | لعب   | أهداف | لعب     | أهداف   |
| --------------------- | -------------- | -------------------------------- | ------ | ------ | ----- | ----- | ----- | ----- | ------- | ------- |
| ستاندارد لييج         | 1997–98        | الدوري البلجيكي الممتاز          | 7      | 0      | —     | —     | 3     | 0     | 10      | 0       |
| ستاندارد لييج         | المجموع        | المجموع                          | 7      | 0      | —     | —     | 3     | 0     | 10      | 0       |
| النجم الرياضي الساحلي | 1998–99        | الدوري الفرنسي الدرجة الأولى     | 22     | 18     | —     | —     | —     | —     | 22      | 18      |
| النجم الرياضي الساحلي | 1999–00        | الدوري الفرنسي الدرجة الأولى     | 28     | 14     | —     | —     | —     | —     | 28      | 14      |
| النجم الرياضي الساحلي | المجموع        | المجموع                          | 50     | 32     | —     | —     | —     | —     | 50      | 32      |
| نادي سوشو             | 2000–01        | الدوري الفرنسي الدرجة الثانية    | 31     | 21     | —     | —     | —     | —     | 31      | 21      |
| نادي سوشو             | 2001–02        | الدوري الفرنسي الدرجة الأولى     | 22     | 1      | —     | —     | —     | —     | 22      | 1       |
| نادي سوشو             | 2002–03        | الدوري الفرنسي الدرجة الأولى     | 31     | 8      | —     | —     | —     | —     | 31      | 8       |
| نادي سوشو             | 2003–04        | الدوري الفرنسي الدرجة الأولى     | 29     | 14     | —     | —     | 4     | 3     | 33      | 17      |
| نادي سوشو             | 2004–05        | الدوري الفرنسي الدرجة الأولى     | 31     | 9      | —     | —     | 6     | 1     | 37      | 10      |
| نادي سوشو             | المجموع        | المجموع                          | 94     | 21     | —     | —     | 10    | 4     | 104     | 25      |
| نادي تولوز            | 2005–06        | الدوري الفرنسي الدرجة الأولى     | 25     | 5      | —     | —     | —     | —     | 25      | 5       |
| نادي تولوز            | 2006–07        | الدوري الفرنسي الدرجة الأولى     | 4      | 0      | —     | —     | —     | —     | 4       | 0       |
| نادي تولوز            | المجموع        | المجموع                          | 29     | 5      | —     | —     | —     | —     | 29      | 5       |
| نادي زيورخ (إعارة)    | 2007           | دوري السوبر السويسري             | 12     | 4      | —     | —     | —     | —     | 12      | 4       |
| نادي زيورخ (إعارة)    | المجموع        | المجموع                          | 12     | 4      | —     | —     | —     | —     | 12      | 4       |
| نادي تولوز            | 2007–08        | الدوري الفرنسي الدرجة الأولى     | 3      | 0      | —     | —     | 1     | 2     | 4       | 2       |
| نادي تولوز            | المجموع        | المجموع                          | 3      | 0      | —     | —     | 1     | 2     | 4       | 2       |
| نادي سوشو             | 2008–09        | الدوري الفرنسي الدرجة الأولى     | 15     | 2      | —     | —     | —     | —     | 15      | 2       |
| نادي سوشو             | المجموع        | المجموع                          | 15     | 2      | —     | —     | —     | —     | 15      | 2       |
| نادي إستر             | 2010           | الدوري الفرنسي الدرجة الثانية    | 11     | 1      | —     | —     | —     | —     | 11      | 1       |
| نادي إستر             | المجموع        | المجموع                          | 11     | 1      | —     | —     | —     | —     | 11      | 1       |
| النجم الرياضي الساحلي | 2010–11        | الرابطة التونسية المحترفة الأولى | 21     | 4      | —     | —     | 1     | 0     | 22      | 4       |
| النجم الرياضي الساحلي | 2011–12        | الرابطة التونسية المحترفة الأولى | 16     | 0      | —     | —     | 4     | 1     | 20      | 1       |
| النجم الرياضي الساحلي | 2012–13        | الرابطة التونسية المحترفة الأولى | 5      | 0      | —     | —     | —     | —     | 5       | 0       |
| النجم الرياضي الساحلي | المجموع        | المجموع                          | 42     | 4      | —     | —     | 5     | 1     | 47      | 5       |
| نادي بولفورتان        | 2013–14        | الدوري الفرنسي الدرجة الوطنية 2  | 17     | 2      | —     | —     | —     | —     | 17      | 2       |
| نادي بولفورتان        | 2014–15        | الدوري الفرنسي الدرجة الوطنية 2  | 6      | 0      | —     | —     | —     | —     | 6       | 0       |
| نادي بولفورتان        | المجموع        | المجموع                          | 23     | 2      | —     | —     | —     | —     | 23      | 2       |
| نادي بورينتروي        | 2015–16        | الدوري الفرنسي الدرجة الوطنية 2  | 0      | 0      | —     | —     | —     | —     | 0       | 0       |
| نادي بورينتروي        | 2016–17        | الدوري الفرنسي الدرجة الوطنية 2  | 0      | 0      | —     | —     | —     | —     | 0       | 0       |
| نادي بورينتروي        | المجموع        | المجموع                          | 0      | 0      | —     | —     | —     | —     | 0       | 0       |
| المجموع الجملي        | المجموع الجملي | المجموع الجملي                   | 286    | 71     | —     | —     | 19    | 7     | 305     | 78      |

1. ↑  المشاركة في الدوري الأوروبي
2. ↑  المشاركة في الدوري الأوروبي
3. ↑  المشاركة في الدوري الأوروبي
4. ↑  المشاركة في الدوري الأوروبي

## الإنجازات
نادي سوشو
- الدوري الفرنسي الدرجة الثانية (1): 2000–01
- كأس الرابطة الفرنسية (1): 2003–04

نادي زيورخ
- دوري السوبر السويسري (1): 2006–07

تونس
- كأس الأمم الأفريقية (1): 2004

الفردية
- هداف الدوري الفرنسي الدرجة الثانية (1): 2000–01
- أفضل لاعب في الدوري الفرنسي الدرجة الثانية (1): 2000–01
- هداف كأس الأمم الأفريقية (1): 2004

## روابط خارجية
- فرانسيلودو سانتوس على موقع الاتحاد الدولي (مؤرشف)  (الإنجليزية)
- فرانسيلودو سانتوس على موقع الاتحاد الأوربي (الإنجليزية)
- فرانسيلودو سانتوس على موقع قاعدة بيانات كرة القدم.إي يو (الإنجليزية)
- فرانسيلودو سانتوس على موقع ليكيب (الفرنسية)
- فرانسيلودو سانتوس على موقع ناشيونال فوتبول تيمز (الإنجليزية)
- فرانسيلودو سانتوس على موقع Soccerway.com (الإنجليزية)
- فرانسيلودو سانتوس على موقع عالم كرة القدم.نت (الإنجليزية)